# Грін-Спрінг (Кентуккі)
Грін-Спрінг (англ. Green Spring) — місто (англ. city) в США, в окрузі Джефферсон штату Кентуккі. Населення — 711 особа (2020).

## Географія
Грін-Спрінг розташований за координатами 38°19′0″ пн. ш. 85°36′52″ зх. д. / 38.31667° пн. ш. 85.61444° зх. д. (38.316691, -85.614555).  За даними Бюро перепису населення США в 2010 році місто мало площу 0,69 км², з яких 0,69 км² — суходіл та 0,00 км² — водойми.

## Демографія
Згідно з переписом 2010 року, у місті мешкало 715 осіб у 263 домогосподарствах у складі 233 родин. Густота населення становила 1031 особа/км².  Було 267 помешкань (385/км²).
Расовий склад населення:
| - 92,0 % — білих - 5,2 % — чорних або афроамериканців - 1,7 % — азіатів - 0,7 % — корінних американців |

До двох чи більше рас належало 0,4 %. Частка іспаномовних становила 1,4 % від усіх жителів.
За віковим діапазоном населення розподілялося таким чином: 25,2 % — особи молодші 18 років, 59,0 % — особи у віці 18—64 років, 15,8 % — особи у віці 65 років та старші. Медіана віку мешканця становила 47,7 року. На 100 осіб жіночої статі у місті припадало 97,0 чоловіків;  на 100 жінок у віці від 18 років та старших — 95,3 чоловіків також старших 18 років.
Середній дохід на одне домашнє господарство  становив 128 193 долари США (медіана — 93 750), а середній дохід на одну сім'ю — 135 698 доларів (медіана — 102 321). Медіана доходів становила 75 750 доларів для чоловіків та 65 536 доларів для жінок. За межею бідності перебувало 1,1 % осіб, у тому числі 2,4 % дітей у віці до 18 років та 0,0 % осіб у віці 65 років та старших.
Цивільне працевлаштоване населення становило 298 осіб. Основні галузі зайнятості: освіта, охорона здоров'я та соціальна допомога — 19,1 %, фінанси, страхування та нерухомість — 14,1 %, науковці, спеціалісти, менеджери — 11,7 %, виробництво — 11,4 %.